# エレンスゲ

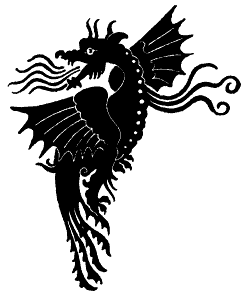
エレンスゲ

エレンスゲ (Erensuge, Herensuge) は、バスク地方に伝わる竜の名前である。元々は竜というよりは姿は蛇に近かったものであるが伝承化されるにつれて竜に固定化したと考えられている。イラウンスゲとも言う。

## 解説
「7つの頭を持つエレンスゲ」の竜退治が最も有名な説話で、竜退治の証拠として7つの竜の頭から引き抜いた7枚の舌の話が有名である。凶暴な性格である一方、卵を額で割ると簡単に死んでしまうというスペインおよびバスク独特の竜退治説話も残されている。
バスク自治州にある自治体アラサーテの別名は「モンドラゴン」であるが、モンドラゴンは「ドラゴンの山」という意味である。このドラゴンとはエレンスゲを指している。サンタ・バルバラ山に棲んでいたという。労働社会学的にも有名な「モンドラゴン協同組合企業」の名もここから来ている。